# HD 13423
HD 13423，又名CD-44 638，SAO 215794、HR 636，是一颗恒星，视星等为6.32，位于銀經264.54，銀緯-66.99，其B1900.0坐标为赤經2h 6m 5.5s，赤緯-44° -66.99′ 15″。